# Svobodné Heřmanice
Svobodné Heřmanice (in tedesco Frei Hermersdorf) è un comune della Repubblica Ceca facente parte del distretto di Bruntál, nella regione della Moravia-Slesia.